# Vancleave
Vancleave és una concentració de població designada pel cens dels Estats Units a l'estat de Mississipi. Segons el cens del 2000 tenia 4.910 habitants.

## Demografia
Segons el cens del 2000, Vancleave tenia 4.910 habitants, 1.624 habitatges, i 1.354 famílies. La densitat de població era de 43,7 habitants per km².
Dels 1.624 habitatges en un 41,8% hi vivien nens de menys de 18 anys, en un 68,8% hi vivien parelles casades, en un 10,1% dones solteres, i en un 16,6% no eren unitats familiars. En el 13,6% dels habitatges hi vivien persones soles el 5,5% de les quals corresponia a persones de 65 anys o més que vivien soles. El nombre mitjà de persones vivint en cada habitatge era de 3 i el nombre mitjà de persones que vivien en cada família era de 3,3.
Per edats la població es repartia de la següent manera: un 29,6% tenia menys de 18 anys, un 8,2% entre 18 i 24, un 29,9% entre 25 i 44, un 23% de 45 a 60 i un 9,3% 65 anys o més.
L'edat mediana era de 34 anys. Per cada 100 dones de 18 o més anys hi havia 102,3 homes.
La renda mediana per habitatge era de 39.034 $ i la renda mediana per família de 41.426 $. Els homes tenien una renda mediana de 36.135 $ mentre que les dones 21.078 $. La renda per capita de la població era de 14.349 $. Entorn del 9,6% de les famílies i el 13,9% de la població estaven per davall del llindar de pobresa.

## Poblacions més properes
El següent diagrama mostra les poblacions més properes.